# Allactaga elater
El jerbo de cinco dedos pequeño (Allactaga elater) es una especie de roedor de la familia Dipodidae.

## Distribución geográfica
Se encuentran en Afganistán, Armenia, Azerbaiyán, China,  Georgia, Irán, Kazajistán, Pakistán, Rusia, Tayikistán, Turquía y  Turkmenistán.